# Strop (Bukovské vrchy)
Strop (polsky Stryb, 1011 m n. m.) je hora v Bukovských vrších na slovensko-polské státní hranici. Nachází se v pohraničním hřebeni mezi vrcholy Černiny (929 m) na severozápadě a Rypy (1002 m) na jihovýchodě. Jižním směrem vybíhá z hory rozsocha směřující přes vrcholy Kyčerka (819 m), Dolný vrch (707 m), Borsuk (725 m) a Brinky (684 m) nad soutok říček Stružnica a Cirocha. Východně od Stropu vybíhá k severu další rozsocha směřující přes vrcholy Kiczerka (910 m), Rosocha (1085 m) a Hyrlata (1103 m) do údolí Solinky. Vrcholem prochází hranice mezi slovenským NP Poloniny a polskou CHKO Cisna-Wetlina.

## Přístup
- po červené  značce z vrcholu Černiny
- po červené  značce z Ruského sedla